# 알렉스 코나니힌
알렉스 코나니킨(본명: 알렉산더 파블로비치 코나니킨(러시아어: Александр Павлович Конаныхин) 1966년 9월 25일 ~ )은 기업가이자 전 은행가이다. 그는 공산주의 통치 말기에 러시아에서 민간 은행을 설립하며 경력을 시작했다. 코나니킨은 때때로 코나니킨(Konanykhine)으로 표기되기도 한다.
코나니킨과 그의 아내는 1992년에 러시아를 떠났고, 7년 후 미국에서 정치적 망명을 허가받았다. 망명 허가는 2004년에 취소되었으나 2007년에 복원되었다. 그는 이탈리아, 러시아, 아르헨티나 시민권을 가지고 주로 미국에서 사업 경력을 보냈다. 그는 KMGi 그룹과 TransparentBusiness를 포함한 여러 회사를 설립했다.

## 초기 경력
코나니킨은 공학 분야의 경력을 추구하기 위해 모스크바 물리기술 연구소의 우주 연구학과에서 공부했다. 1986년에 그는 여름 방학 동안 소규모 사업을 운영했다는 이유로 모스크바 물리기술 연구소에서 퇴학당했다. 퇴학 후 그는 미하일 고르바초프의 경제 개혁(페레스트로이카) 기간 동안 완화된 사업 환경을 이용했다. 몇 년 안에 그는 3천만 달러 규모의 건설 기업의 수장이 되었다.

## 러시아에서의 경력
1991년, 코나니킨은 러시아 환전 은행의 설립자, 공동 소유주, 사장이 되었는데, 이 은행은 옐친 정부로부터 환전 허가를 받은 최초의 기관이 되었다. 1992년, 그는 옐친과 함께 워싱턴 D.C.를 방문하여 조지 H. W. 부시 대통령을 만났고, 이후 캐나다에서 브라이언 멀로니 총리를 만났다. 리처드 사크와(Richard Sakwa)는 그를 당시 러시아에서 가장 부유한 사람으로 지목했으며, 순자산은 3억 달러로 추정되었다. 그는 이때 25세의 나이로 러시아 내에서 약 100개의 다른 회사를 개발했다.
1992년, 그는 사업차 부다페스트를 방문하던 중 납치되었고, 이 기간 동안 러시아 내 그의 사업 자산은 압류되었다. 이 이야기는 알렉스 본인의 진술에 따른 것이다. 러시아 측 자료는 미국 법원 사건을 바탕으로 다른 사건 전개를 주장한다. 코나니킨은 자신이 뉴욕으로 도피하여 고위 모스크바 관리들과 언론인들에게 곧 닥쳐올 "마피아 통치"에 대해 경고하는 항의 서한을 전달했다고 주장한다. 이로 인해 모스크바 군 검찰청의 조사가 시작되었고, 코나니킨은 곧 조사 대상이 되었다. 검사 알렉산더 볼레보츠(Волеводз)는 코나니킨을 러시아 환전 은행에서 해외 계좌로 810만 달러를 불법적으로 송금하고 다른 많은 범죄를 저지른 혐의로 기소하며 러시아로의 송환을 요구했다. 모든 혐의는 나중에 철회되었다.
미국 연방 법원 심리에서 나중에 드러났듯이, 이 기간 동안 FBI는 모스크바에 지부를 개설했다. 미국 검찰과 FBI 관계자들은 러시아 법 집행 기관과 관계를 발전시키기 위해 볼레보츠가 코나니킨의 추방을 요청하는 데 동의했다. 그러나 러시아와 미국은 범죄인 인도 조약을 맺고 있지 않기 때문에, 법무부 관리들은 사소한 비자 위반으로 이민법을 위반한 혐의로 그를 추방하려 시도하는 데 동의했다. 이 주장은 나중에 거짓으로 판명되어 1999년 코나니킨의 첫 번째 망명 허가 시 기각되었다.

## 첫 이민 재판
1996년 6월 27일, 이민귀화국 (INS) 요원들은 러시아 연방 검사들과 함께 워싱턴 D.C.의 워터게이트 콤플렉스 아파트에서 코나니킨과 그의 아내 옐레나 그라체바를 체포했다. 부부는 알링턴군으로 끌려가 연방 이민 법원에서 임시 미국 비자 조건을 위반한 혐의로 기소되었다. 1996년 7월 19일부터 8월 2일까지 존 M. 브라이언트 판사는 코나니킨이 주장한 대로 그의 추방이 정치적인 이유로 러시아 검사 볼레보츠에 의해 계획된 것인지, 그리고 코나니킨의 생명 및 자유가 위험에 처해 있는지 여부를 결정하기 위한 심리를 열었다. 재판은 비밀경찰이 러시아 은행 산업을 장악했는지 여부와 미국 정부가 코나니킨을 추격하는 데 속았는지 여부에 대한 문제를 다루었다.
법정에서 코나니킨은 자신이 부패 방지 캠페인 때문에 볼레보츠와 러시아 정부의 표적이 되고 있으며, 그의 변호사들은 그가 돈이 도난당하는 것을 막기 위해 개인 계좌로 송금했다고 주장했다. 재판에서 증인으로 출석한 FBI 요원들은 러시아 마피아가 이전에 코나니킨의 생명을 노리는 계약을 체결했었다고 증언했다. 또한 전 INS 검사인 안투아네트 리치(Antoinette Rizzi)와 전 KGB 요원 유리 슈베츠도 증인으로 출석했다. 리치와 슈베츠 모두 볼레보츠와 미국 정부가 코나니킨에게 제기한 혐의에 대해 심각한 의심을 가지고 있다고 증언했다.
1997년 8월 26일, 알링턴군 연방 법원에서 코나니킨과 알링턴 INS 지구청장 사이에 합의가 이루어졌다. 코나니킨은 13개월 이상 INS 구금 상태에 있었고, 그라체바는 감독 하에 풀려났었다. 이 합의는 지방 판사 T. S. 엘리스 3세에 의해 승인되었다. 엘리스 판사는 코나니킨의 이민 사건에서 유리 슈베츠와 안투아네트 리치의 증언이 "믿을 만하고 다소 충격적"이라고 밝혔다. INS는 코나니킨의 법률 비용 10만 달러를 아렌트 폭스 킨트너 플로킨 & 칸의 공익 변호사에게 지급하라고 명령했다. 합의안은 또한 미국 연방검사 로버트 스펜서에게 30일 이내에 미국 법무부가 해당 청문회에서 INS 변호사들의 행동에 대한 내부 조사를 할 것임을 확인하라고 명령했다.

## 명예훼손 소송 및 정치적 망명
1997년 2월, 알링턴군 순회법원에 제기된 소송에서 코나니킨은 러시아 일간지 이즈베스티야가 자신이 다양한 범죄 행위에 연루되었다고 보도한 것에 대해 명예훼손을 주장했다. 소송은 해당 정보가 잘못되었고 "진실에 대한 무모한 무시 또는 실제 악의"를 가지고 출판되었다고 주장했다. 알링턴군 순회법원 배심원단은 코나니킨에게 3350만 달러를 지급하라고 권고했다. 얼마 후 같은 법원은 러시아 금융 저널 콤메르산트를 상대로 한 명예훼손 소송에서 그에게 추가로 300만 달러를 지급하라고 판결했다. 선데이 타임스에 따르면, 2010년 이 금액은 개인에게 명예훼손 소송에서 지급된 금액 중 가장 큰 금액으로 남아 있었다.
1999년 2월 23일, 브라이언트 판사는 코나니킨과 그라체바에게 정치적 망명을 허가하며, 전직 은행가가 횡령 혐의로 러시아로 송환될 경우 박해와 죽음을 맞을 수 있다고 말했다. 판결문에서 브라이언트는 여러 전문가들의 증언이 코나니킨이 정치적인 이유로 기소 대상이 되고 있다는 확신을 주었다고 썼다.
러시아와 미국 정부와의 재판에서 일시적으로 해방된 코나니킨과 그라체바는 뉴욕에서 KMGi라는 1억 달러 규모의 인터넷 스타트업을 포함한 여러 사업을 개발했다. 그러나 2003년 11월 20일, 이민항소위원회는 코나니킨의 정치적 망명을 취소하고 그를 러시아로 돌려보내라고 명령했다. 이 판결은 미하일 호도르콥스키, 코나니킨의 러시아에서의 전 은행 경쟁자이자 그의 망명 기간 동안의 사업 파트너가 체포된 지 한 달도 채 되지 않아(2003년 10월 25일) 나왔다. 코나니킨은 호도르콥스키의 은행인 메나테프의 국제 개발 부사장으로 일했다.

## 두 번째 이민 재판
코나니킨과 그라체바는 이민 당국을 피하기 위해 미국-캐나다 국경으로 도피했다. 그곳에서 2003년 12월 18일, 그들은 미국 국토안보부 요원들에게 피스 브리지에서 체포되었다. 코나니킨과 그라체바는 연방 법원의 일련의 긴급 심리로 마지막 순간에 추방을 면했다. 2004년 1월 26일, 엘리스 판사는 체포가 불법임을 인정하고, 그들 부부가 이민 소송의 항소가 끝날 때까지 일시적으로 미국에 머물 수 있도록 허용하는 판결을 내렸다.
법무부는 코나니킨에게 불법 체포에 대한 보상금을 지급하라는 두 번째 명령을 받았다. 2005년, 러시아에서 그에 대한 모든 혐의가 철회되었다.
2007년 9월 18일, 알렉산드리아 (버지니아주) 연방 법원에서 코나니킨은 두 번째로 망명을 허가받았다.

## 미국에서의 경력
그와 그의 첫 번째 아내는 인터넷 기업인 KMGi 그룹 (광고 대행사), Publicity Guaranteed (홍보 회사), 그리고 온라인 시장인 The Syndicated News를 설립했다. 2004년, 코나니킨은 공화당 전국위원회에 의해 "뉴욕 올해의 사업가"로 선정되었다.
그의 회사 KMGi는 기업을 위한 위키백과 문서 작성에 중점을 둔 자회사 WikiExperts.us를 설립했다. 유료 위키백과 편집은 이해 상충으로 인해 상당한 논란을 불러일으켰다. 코나니킨은 위키백과 모금 캠페인에 대한 보이콧을 촉구하며, "우리는 위키백과의 모금 활동을 보이콧하면 광고를 통해 수십억 달러를 모금하고 훨씬 더 나은 품질의 콘텐츠를 개발할 수 있다고 믿습니다."라고 말했다. 위키백과 편집 서비스를 제공하는 그의 회사 WikiExperts.us는 2013년 10월 17일에 온라인 백과사전 편집이 금지되었다.
2011년에 코나니킨은 CIO Magazine(스페인어: WW IT Visionary 2011 de CIO America Latina)으로부터 WW IT Visionary Award를 수상했다. 2011년에 코나니킨의 회사 KMGi는 TransparentBusiness를 설립했는데, 이는 고용주나 고객이 컴퓨터에서 일하는 사람들의 활동을 모니터링할 수 있도록 한다. 2017년 현재 이 소프트웨어는 98개국에서 사용되고 있다. 2018년에 코나니킨은 로드아일랜드를 포함한 주 의원들과 협력하여 H-7788 및 S-2660과 같은 법안을 도입하여 정부 계약업체가 정부에 청구한 시간을 확인하도록 의무화하려고 했다. 그는 또한 뉴저지 주 의회와 NJ A3989 법안 초안을 작업했으며, 미주리, 일리노이, 미네소타와 같은 다른 주에서도 협력하여 2019년 2월 현재 22개 주에서 청구 확인 법안을 제안했다. 2018년에 이 회사는 150만 달러의 초기 투자 유치에 이어 10% 지분에 대해 1000만 달러 규모의 506(c) 투자를 개시했다. 2019년에 코나니킨은 시티 & 스테이트의 "뉴욕 기술 파워 50" 목록에 이름을 올렸다.

## 유니콘 헌터스
2021년, 코나니킨은 스트리밍 텔레비전 시리즈 유니콘 헌터스에서 "돈의 원탁"을 구성하는 7명의 기업가 중 한 명이 되었다. 이 텔레비전 패널에는 스티브 워즈니악, 랜스 배스, 로사 구마오타타오 리오스, 모이세스 벨라(Moises Vela), 스콧 리빙스턴(Scott Livingston), 실비나 모스키니(Silvina Moschini)도 포함된다. 리얼 스크린에 따르면 이 쇼는 "소비자들이 IPO 전 투자 기회를 선택하여 부의 창출을 민주화할 수 있는 잠재력과 오락을 혼합"하는 것을 목표로 한다. 이 쇼는 아마존 프라임을 비롯한 다른 플랫폼에서도 스트리밍되었다. 패널에 있는 7명의 투자자들이 예비 기업들의 사업 발표를 들으며 투자 여부를 결정하는 동안, 시청자들도 프로그램에 소개된 기업들에 자신의 자금을 투자할 수 있다.

### 유니코인
텔레비전 쇼를 제작한 회사는 2022년 2월에 암호화폐 유니코인(Unicoin)을 출시했다. 공동 설립자 스티브 워즈니악에 따르면, 이 코인은 유니콘 헌터스와 쇼 시청자들이 투자한 회사들의 재정 결과에 연동되어 자산 담보 암호화폐가 된다고 한다. 유니코인에 투자할 때 투자자들은 회사 자체의 지분을 소유하지는 않지만, 유니코인이 지분을 보유하여 투자 가치와 함께 가치가 상승할 수 있도록 한다. 설립 직후 SEC에 의해 증권 토큰으로 간주되었다. 2022년 5월까지 2500만 달러 상당의 유니코인이 판매되었다. 2025년 5월 20일, 미국 증권거래위원회(SEC)는 암호화폐 회사 유니코인과 CEO이자 이사회 의장인 알렉스 코나니킨을 포함한 3명의 고위 임원을, 수천 명의 투자자로부터 1억 달러 이상을 모금하기 위해 허위 및 오도성 진술을 한 혐의로 기소했다.

## 푸틴에게 걸린 현상금
2022년 3월 1일, 2022년 러시아의 우크라이나 침공 직후 코나니킨은 소셜 미디어에 "수배: 생사 불문. 블라디미르 푸틴, 대량 살인죄"라는 문구와 함께 블라디미르 푸틴 체포에 100만 달러의 현상금을 내건다고 발표했다. 그의 온라인 포스터 문구에도 불구하고, 코나니킨은 이후 암살을 옹호하지 않는다고 재차 강조했지만, 푸틴의 죽음을 축하할 것이라고 인정했다.

## 출판물
- 결의: FBI, KGB, INS, 국토안보부, 법무부, 인터폴, 마피아 청부 살인업자에 의해 시달리면서도 사업에서 성공하는 법 르네상스 출판, 2006; ISBN 978-0-9727377-0-8[57][58]

## 개인 생활
브라이언 헤이그의 책, 더 헌티드(ISBN 0-446-19559-6)는 알렉스 코나니킨과 옐레나 그라체바의 삶을 바탕으로 한 소설이다. 이 책은 고인이 된 그라체바에게 헌정되었다. 2016년 USA 투데이는 코나니킨이 도널드 트럼프의 당선 때문에 캐나다로 이주하고 있다고 보도했다.

## 내용주
1. ↑  유리 슈베츠는 이 1996년 INS 조사에 도움을 제공한 것으로 알려져 있다.[19]